# Aleurodamaeidae
Aleurodamaeidae – rodzina roztoczy z kohorty mechowców i nadrodziny Plateremaeoidea.
Rodzina ta została wprowadzona w 1985 roku przez Adilsona Diasa Paschoala i Donalda E. Johnstona.
Mechowce te mają notogaster w widoku bocznym płaski do wypukłego. Ich podoteki pierwszej i drugiej pary są uszkowate, a odnóża nitkowate. Nie posiadają apophysis propodolateralis. Ogonowe szczeciny notogastralne są u nich długi i korkociągowato zakręcone.
Należą tu 2 rodzaje:
- Aleurodamaeus Grandjean, 1954
- Austrodamaeus Balogh et Mahunka, 1981